# Pirena
Pirena era una competición anual de mushing cuyo objetivo era cruzar los Pirineos de oeste a este, pasando por Navarra, Aragón, Cataluña, Andorra y Francia. La carrera fue declarada oficial por la Federación Catalana de Deportes de Invierno y la Real Federación Española de Deportes de Invierno. Los resultados obtenidos tras competir los 15 días de duración, puntuaban para la Copa del Mundo de IFFS y para la Copa de Europa ESDRA.
La prueba contaba con el soporte de la Generalidad de Cataluña, el Gobierno de Aragón, el gobierno de Ariège, la Diputación de Huesca, la Diputación de Lérida, el Gobierno de Andorra y algunas estaciones de esquí. En el año 2012, después de 22 años celebrando la prueba, tras la falta de apoyos de los principales patrocinadores de la competición y de las diferentes instituciones que la apoyaron en tiempos pasados, se canceló la edición del 2013 y se comunicó que se estudiaría su futuro. Meses después de esa decisión la organización de Pirena decidió dejar de organizarla definitivamente. Pirena celebró su última edición, entre el 21 de enero de 2012 y el 4 de febrero de 2012, con récord de participación y un incremento significativo de deportistas femeninas, con un total de 50 equipos, 33 trineos y 17 skijorers (esquiadores de fondo tirados por perros).